# Palazzo Traetto
Der Palazzo Traetto ist ein Palast aus dem 15. Jahrhundert im Viertel Sanità von Neapel in der italienischen Region Kampanien. Er liegt in der Via dei Cristallini, 30.

## Geschichte
Der Palast wurde gegen Ende des 15. Jahrhunderts errichtet und gilt als Beispiel neapolitanischer Renaissancearchitektur. Einigen Quellen zufolge ließ ihn der Herzog von Altamura errichten. Mitte des 18. Jahrhunderts ließ ihn der damalige Eigentümer, Paolo Ruffo, in zwei Anwesen aufteilen: Der Palazzo Traetto liegt auf Hausnummer 30, der andere, von Ruffo geschaffene Palast auf Hausnummer 21.
Ursprünglich besaß das Gebäude einen italienischen Garten.
Den neuen Palast kauften die Sant’Elias, wie man am Wappen im Eingangsbereich sieht.